# Équipe de Roumanie de rugby à XV à la Coupe du monde 1995
L'équipe de Roumanie a été éliminée en poule lors de la Coupe du monde de rugby 1995, après avoir perdu ses trois matches.
Les joueurs ci-après ont joué pendant cette Coupe du monde 1995. Les noms en gras désignent les joueurs qui ont été titularisés le plus souvent.

## Résultats
| \| \| MJ \| V \| N \| D \| PP \| PC \| Pts \| \| -------------- \| -- \| - \| - \| - \| -- \| -- \| --- \| \| Afrique du Sud \| 3 \| 3 \| 0 \| 0 \| 68 \| 26 \| 9 \| \| Australie \| 3 \| 2 \| 0 \| 1 \| 93 \| 41 \| 7 \| \| Canada \| 3 \| 1 \| 0 \| 2 \| 45 \| 60 \| 5 \| \| Roumanie \| 3 \| 0 \| 0 \| 3 \| 14 \| 97 \| 3 \| | - 25 mai : Afrique du Sud 27-18 Australie - 26 mai : Canada 34-3 Roumanie - 30 mai : Afrique du Sud 21-8 Roumanie - 31 mai : Australie 27-11 Canada - 3 juin : Australie 42-3 Roumanie - 4 juin : Afrique du Sud 20-0 Canada |   |   |   |    |    |     |
| | MJ | V | N | D | PP | PC | Pts |
| Afrique du Sud | 3 | 3 | 0 | 0 | 68 | 26 | 9   |
| Australie | 3 | 2 | 0 | 1 | 93 | 41 | 7   |
| Canada | 3 | 1 | 0 | 2 | 45 | 60 | 5   |
| Roumanie | 3 | 0 | 0 | 3 | 14 | 97 | 3   |

## L'équipe de Roumanie quatrième de poule

### Première Ligne
- Gheorghe Leonte (3 matches comme titulaire)

### Deuxième Ligne
- Constantin Cojocariu (3 matches comme titulaire)

### Trois quart centre
- Romeo Gontineac (3 matches comme titulaire)

### Trois quart aile
- Gheorghe Solomie (3 matches comme titulaire)
- Ionel Rotaru (Titulaire dans le match contre le Canada)

### Arrière
- Vasile Brici, titulaire N-Z et Aus.